# Сватоплук Чех
Сватоплук Чех (чеськ. Svatopluk Čech, 21 лютого 1846 — 23 лютого 1908) — чеський письменник, поет, журналіст.

## Життєпис
Походив з селянської родини. Народився у селищі поблизу міста Бенешов. У Празі 1858 року поступив до єпархіального пансіону. Потім навчався праву у Празькому університеті (в 1866 році під час австро-пруської війни деякий час не навчався). Захопився журналістикою, співпрацював з журналами «Рух» та «Квіти». У 1871 році стає редактором журналу «Светозар». З 1873 до 1876 року був редактором «Люміра», а потім «Народних листів».
Разом з журналістикою у 1870-х роках обіймав різні посади в правничих фірмах Праги. Завершив юридичну практику у 1879 році. Він багато подорожував, починаючи з 1874 року — побував на Кавказі, в Хорватії, Данії, Польщі, Італії, Франції. З 1890 до 1895 року був членом Чеської академії наук й мистецтв. Помер у Празі 1908 року.

## Творчість
Сватоплук Чех відомий як автор численних віршованих збірок. На перший план виступає патріотична громадянська лірика, яка висловлює ідеали і надії національно-визвольного руху, — поетичні збірки — «Ранкові пісні» (1887 рік) та «Нові пісні» (1888 рік). Ця тема пов'язана з ідеєю чесько-словацької єдності («На Вагі»). Критика соціальних порядків відображена в алегоричних поемах «Гануман» (1884 рік) та «Пісні раба» (1895 рік), сатира на римсько-католицьку церкву — у вірші «Гусит на Балтиці» (1868 рік).
Приділено увагу соціальним проблемам у поемі «Косарі» (1903 рік), де показано назрівання протесту селян-наймитів проти експлуатації. У 1878—1880, 1883 роках видав чотири частини збірки «Історії, арабески і злодії».
Прагнення осмислити історичні шляхи та долю чеського народу привело до створення алегоричних, філософських поем «Європа» (1878 рік) і «Славія» (1884-й), історичних поем «Адаміти» (1873), «Вацлав з Михаловіць» (1882), «Жижка» (1879), соціальної поеми «Лешетинський коваль» (1883 рік).
За результатами численних подорожей зробив опис країни та народів, які побачив («Черкеси», 1875 рік; «Декілька образів моравських», 1884 рік; «Дагмар», 1885).
У великому прозовому творі Чеха — «Подорож пана Броучека у XV сторіччя» (1888 рік), постає чеський буржуа XIX ст., що дивним чином опинився у минулому за доби гуситських війн. Зрештою Броучек зраджує батьківщину, рятуючи своє життя і майно. Цьому персонажу присвячено повість «Пряма поїздка пана Броучека на Місяць» (1888 рік).
Сватоплук Чех також є автором комічного роману «Кандидат на безсмертя», який видано у 1879 році. Тут також проходить тема негативно зображено персонажів буржуа.
Українською мовою ряд творів Чеха переклали І. Франко, М. Рильський, Борис Тен, Г. Кочур, С. Сакидон та ін. В. Назарець.